# 화면 보호기

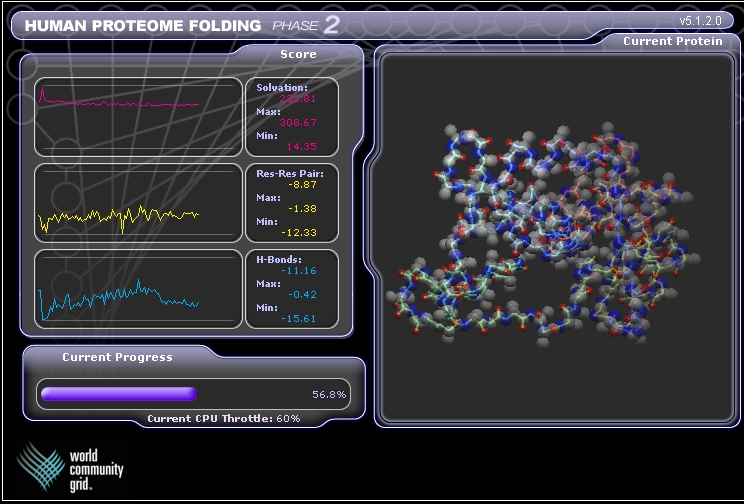
월드 커뮤니티 그리드 화면 보호기는 유휴 시스템 자원을 이용하여 단백질 분석을 보조한다.

화면 보호기 또는 스크린세이버(screensaver, 문화어: 스크린쎄버)는 CRT와 PDP, OLED와 같은 자체 발광 디스플레이가 똑같은 화면을 오래 재생할 때 생기는 번인(burn-in)과 같은 형광 연소를 막기 위해 고안된 컴퓨터 프로그램이다. 컴퓨터가 사용 중이 아닐 때 화면을 어둡게 하거나 움직이는 그림이나 패턴으로 채운다. 오늘날 화면 보호기는 엔터테인먼트나 보안 목적으로 사용되기도 한다.
하지만 이들 디스플레이의 수명을 늘리는 데는 화면 보호기를 설정하는 것보다 전원을 끄는 것이 근본적인 해결책이며, LCD와 같은 자체 발광하지 않는 디스플레이는 형광 연소 현상이 없어 화면 보호기가 무의미한 데다가, 화면 보호기 또한 모니터를 켠 것이기 때문에 에너지 낭비를 막기 위해 최근 출시되는 운영 체제의 전원 옵션에서는 기본값으로 화면 보호기 대신 그래픽 카드의 디스플레이 신호를 차단하여 그래픽 카드와 디스플레이가 대기(절전) 모드로 진입하도록 하는 "디스플레이 끄기"가 설정되어 출시된다.

## 역사
최초의 화면 보호기는 노턴 커맨더를 만든 사람으로 잘 알려진 John Socha가 IBM PC용으로 작성한 것이다. 그는 화면 보호기의 영어 낱말 screen saver라는 이름을 만들었다. scrnsave라는 이름의 화면 보호기가 1983년 12월에 소프토크(Softalk)라는 잡지에 실렸다. 3분 동안 활동이 없으면 검은 화면만 보여 주었다.
사용자가 이 활동 시간을 바꿀 수 있게 한 최초의 화면 보호기는 1983년에 나온 애플의 리사용으로 출시되었다.

## 기반 아키텍처
화면 보호기는 보통 그래픽스 인터페이스뿐 아니라 다양한 프로그래밍 언어를 사용하여 설계되고 코딩된다. 일반적으로 화면 보호기 개발자들은 C나 C++ 프로그래밍 언어, 그리고 그래픽 장치 인터페이스(GDI), DirectX 또는 OpenGL을 함께 사용하여 최종 제품을 만든다. 여러 macOS용 화면 보호기들은 Quartz Composer를 사용하여 개발, 설계된다. 화면 보호기 인터페이스들은 운영 체제와 간접적으로 통신함으로써 물리적인 디스플레이 화면을 하나 이상의 그래픽 장면으로 겹쳐놓도록 한다. 화면 보호기는 일반적으로 키가 눌리거나 마우스가 이동되는 것을 운영 체제가 메시지로 받은 이후 종료된다.

### 마이크로소프트 윈도우
시스템이 제어판에서 지정된 시간보다 더 오랫동안 활동이 없음을 감지하면 "SC_SCREENSAVE" 변수와 함께 "WM_SYSCOMMAND message"를 보냄으로써 활성화되고 있는 프로그램이 단순한 프로그램인지 검사(다른 화면 보호기가 아닌지)한다. 이에 대한 반환으로써 프로그램이 표준 시스템 함수(DefWindowProc)를 호출하면 제어판의 화면에 정의된 화면 보호기가 실행된다.
윈도우의 화면 보호기는 .scr 파일 확장자를 지닌 일반적인 PE 포맷으로 되어 있다. 또, 이 프로그램은 다음의 명령 줄 변수들을 지원한다:
변수가 없으면 - 설정 대화 상자를 표시하거나 아무것도 하지 않는다.
```
ScreenSaver.scr 
/s
```

화면 보호기를 실행한다.
```
ScreenSaver.scr 
/p
 또는 
/l
 <HWND>
```

창의 차일드로 화면 보호기를 미리 본다. <HWND>(unsigned decimal로 표시)는 미리 보기를 표시하는 창의 식별자(핸들)이다.
```
ScreenSaver.scr 
/c
```

설정 대화 상자를 표시하고 포그라운드 창으로 전환한다.
```
ScreenSaver.scr 
/a 
<HWND>
```

암호를 변경하고 창 <HWND>로 전환한다. 윈도우 95 화면 보호기는 이를 처리할 수 있다.

### 아타리
8비트 아타리 컴퓨터에 등장한 최초의 화면 보호기들 가운데 하나로서 컴퓨터가 수분 간(시간은 모델에 따라 다름) 유휴 상태일 때 시스템 색 변경을 강제한다.

## 같이 보기
- 디가우싱